# Мінське Петропавлівське братство
Мінське Петропавлівське братство — національно-релігійна громадська організація православних білоруських шляхтичів та міщан Мінська, що існувала з кінця XVI до початку XVIII століття.

## Історія
У 1592 році указом короля Сигізмунда III жителям Мінська було дозволено при соборній школі заснувати православне братство. «Братству дозволяємо для науки діток малих школу мети і там дітей письма грецького і російського учити давати», — йшлося в королівському указі. Братство утворилося при соборній церкві, спочатку називалося шпитальним братством.
Повідомлень про діяльність Мінського братства збереглося небагато, одне з них відноситься до 1601 року. Це пов'язано зі значними утисками з боку уніатів і католиків після Берестейської унії 1596 року.
Відродження його діяльності почалося 1613 року, коли братство влаштувалося при влаштованому роком раніше Петропавлівському монастирі, отримавши назву Мінського Петропавлівського братства. Відповідно до підтверджувальної грамоти, яку Петропавлівське братство отримало 1614 року від Собору східних патріархів, воно взяло за зразок порядки Віленського і Львівського братств та організувало школу з грецькою, слов'янською і латинською мовами.
У 1620 році єрусалимським патріарх Феофан підтвердив статут мінського братства. У 1626 році константинопольський патріарх Кирило Лукарис підпорядкував разом з іншими братствами місцевому православному єпископу.
Протягом 20 років воно вже значно зміцніло і, згідно з грамотою короля Владислава IV 1633 року вже мало дозвіл на пристрій друкарні. Також король ще раз підтвердив існування братства. Православним мав належати монастир Св. Петра і Павла в Мінську. Король дозволив їм також будівництво нової церкви. Втім уніати доводили королівським комісарам, які прибули до Мінська для виконання розпорядження, що уступлять православним свою церкву лише тоді, коли сейм затвердить «Пункти асекурації».
В подальшому братство набуло значного розвитку: досягло значного розвитку викладання в братській школі, швидкими кроками відбувалося друкарство церковних книг, бібліотека братства стало однією з визначніших на білоруських землях. було налагоджено обмін з іншими братствами: Могилівським, Полоцьким, Пінським, Київським.
Мінське братство деякий час зазнало фінансових витрат в часи вторгнення українських козацьких загонів до Білорусі, війни Речі Посполитої з Московським царством та королівством Польщі. Особливих збитків зазнало в 1655 році під час плюндрування міста московськими військами. Нетривале відновлення відбувається за часів Августа II, але вже в 1730-х роках діяльність братства припиняється у зв'язку з посиленням позицій єзуїтів у Мінську.